# Centrale idroelettrica di Scandarello
La centrale di Scandarello, citata anche come centrale di Scandarella, è una centrale idroelettrica, situata ad Amatrice, in Provincia di Rieti.

## Caratteristiche

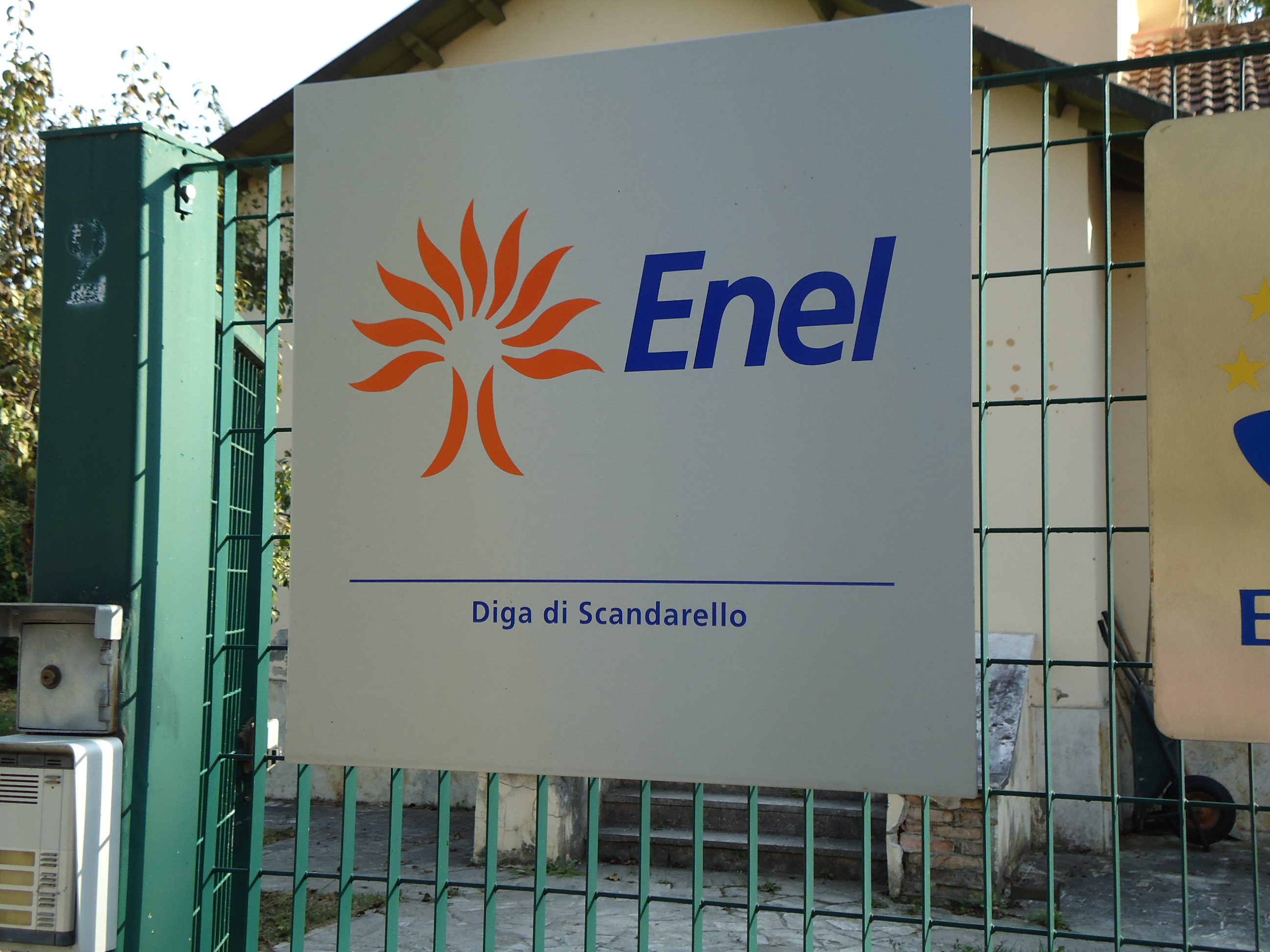
Tabella: Diga di Scandarello

La centrale è quella più a monte del sistema di centrali costruite sul fiume Tronto ed è costituita da due gruppi Francis con una potenza di 2,5 MW.
È alimentata dalle acque del Lago di Scandarello, un bacino artificiale realizzato con lo sbarramento nei pressi di Amatrice del torrente Rio di Scandarello, un affluente di sinistra del fiume Tronto.
L'acqua scaricata dalla centrale viene poi sbarrata da una traversa nei pressi di Arquata del Tronto per alimentare la successiva centrale idroelettrica di Venamartello.